# Muonionjärvi
Muonionjärvi är en sjö i kommunen Muonio i landskapet Lappland i Finland. Arean är 85 hektar och strandlinjen är 5,66 kilometer lång. Sjön  ingår i Torne älvs huvudavrinningsområde.   Den ligger omkring 190 kilometer nordväst om Rovaniemi och omkring 870 kilometer norr om Helsingfors. 
I sjön finns öarna Rukomasaari och Luhtasaari. Sjön ligger nära svenska gränsen. Söder om Muonionjärvi ligger Ojasenjärvi och väster om Muonionjärvi ligger Kuusenvuopio, båda på svenska sidan. 